# Aloma Wright
Aloma Lesley Wright (Nova Iorque, 10 de março de 1950) é uma atriz americana, conhecida por seus papéis como Laverne Roberts na série de comédia da NBC / ABC Scrubs (2001–2009), como Maxine Landis na série dramática diurna da NBC Days of Our Lives ( 2008–2015), como Mildred Clemons na série dramática da ABC Private Practice (2011–2013) e como Gretchen Bodinski na série dramática da USA Network Suits (2015–2019).
Ela também teve um papel recorrente na série da FOX Power Rangers in Space em 1998. Ela também teve papéis coadjuvantes em filmes como Bring It On (2000), Mr. Deeds (2002) e Johnson Family Vacation (2004). Também teve participações em Friends, Malcolm in the Middle, Ally McBeal e NCSI.